# Aesch (Basel-Landschaft)

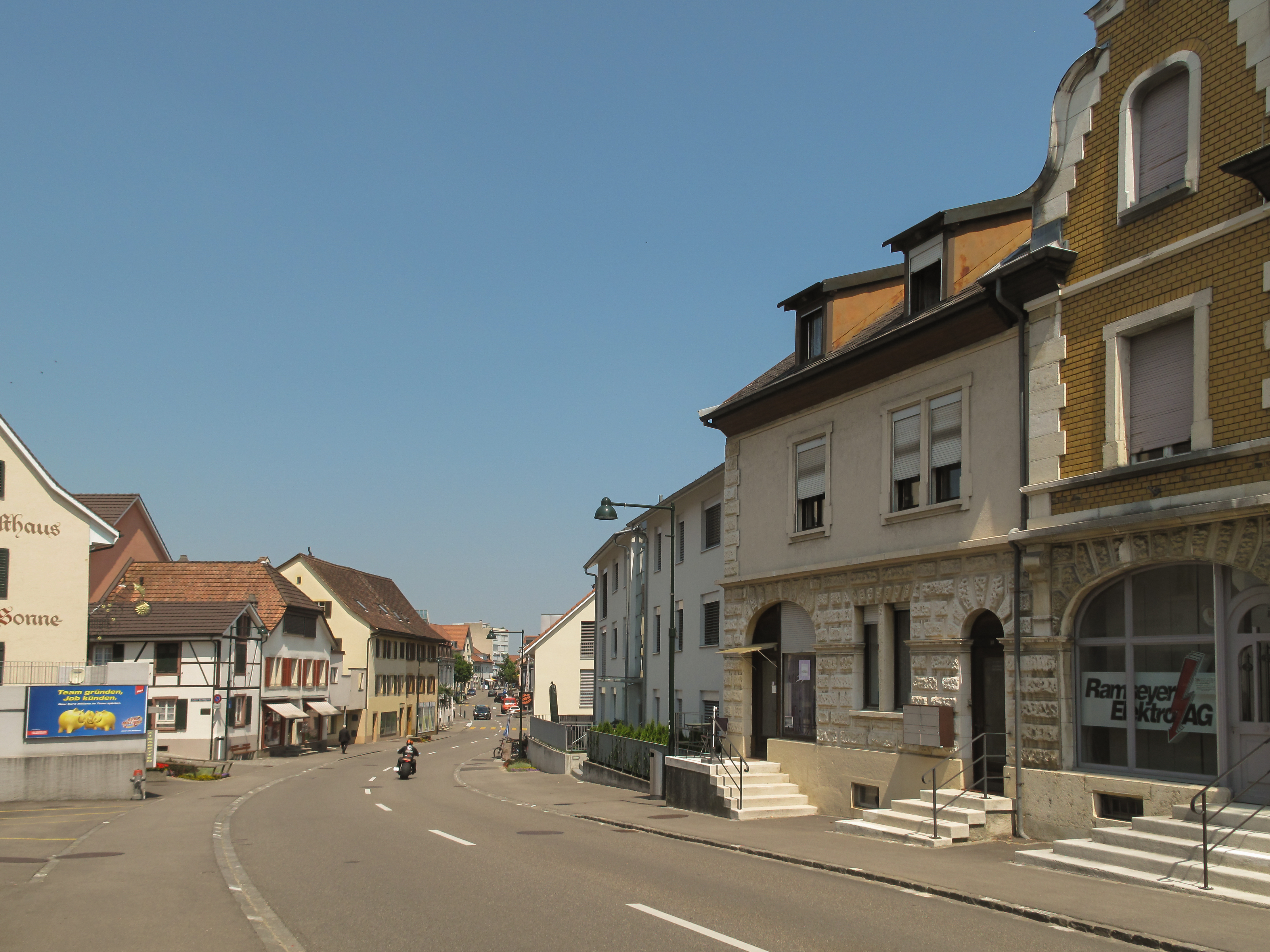
Aesch, straatzicht

Aesch is een gemeente en plaats in het Zwitserse kanton Basel-Landschaft, maakt deel uit van het district Arlesheim en telt ca.10.000 inwoners (2018)

## Geboren in Aesch
- Alfred Vogel (1902 - 1996), fytotherapeut